# Oligonyx insularis
Oligonyx insularis är en bönsyrseart som beskrevs av Bonfils 1967. Oligonyx insularis ingår i släktet Oligonyx och familjen Thespidae. Inga underarter finns listade i Catalogue of Life.